# Arroyo del Soldado
El arroyo del Soldado es un curso de agua uruguayo que atraviesa el departamento de Lavalleja, perteneciente a la cuenca del Plata.
Nace en la Cuchilla Grande, desemboca en el río Santa Lucía tras recorrer alrededor de 27 km.
- Datos: Q5706256